# Bari International Film Festival 2015
 (octobre 2024).
Si vous disposez d'ouvrages ou d'articles de référence ou si vous connaissez des sites web de qualité traitant du thème abordé ici, merci de compléter l'article en donnant les références utiles à sa vérifiabilité et en les liant à la section « Notes et références ».
La sixième édition du Bari International Film Festival s'est déroulé du 21 mars 2015 au 28 mars 2015 au Théâtre Petruzzelli à Bari.
Cette édition a été marquée par la commémoration des 90 ans de la FIPRESCI.